# Elettrochimica quantistica
L'elettrochimica quantistica è la disciplina scientifica che applica le vaste conoscenze di elettrodinamica e meccanica quantistica in ambito elettrochimico. Nata negli anni sessanta grazie agli studi di Revaz Dogonadze, trova utilizzo pratico in campi diversi quali la chimica, la fisica e l'ingegneria.

## Gli sviluppi
Le basi dell'elettrochimica quantistica si fondano, parallelamente alla chimica quantistica, sulla risoluzione dell'equazione di Schrödinger applicata a sistemi quantistici atomici o molecolari. In particolare, i processi elettrochimici vengono studiati considerando la quantizzazione dell'energia relativa ai livelli energetici degli elettroni.
Revaz Dogonadze, insieme col suo gruppo di lavoro, applicò con rigore la meccanica quantistica all'elettrochimica creando i primi modelli quantomeccanici relativi alle reazioni di trasferimento di ioni idronio. Dogonadze fu attivo promotore dell'elettrochimica quantistica creando una scuola estiva internazionale in Jugoslavia. Nel 1992 Rudolph A. Marcus ottenne il premio Nobel per la chimica grazie alla sua "teoria delle reazioni di trasferimento degli elettroni nei sistemi chimici".